# 海津市役所
海津市役所（かいづしやくしょ）は、地方公共団体である岐阜県海津市の組織が入る施設（役所）。

## 概要
- 1974年（昭和49年）に建設された西館（3階建。旧・海津町役場）と、2013年（平成25年）に建設された東館（4階建）があり、両建物は渡り廊下でつながっている。
- 2005年（平成17年）に海津町、平田町、南濃町が合併し海津市が発足すると、旧役場を海津庁舎、平田庁舎、南濃庁舎とし、本庁舎は海津庁舎としていた。2013年（平成25年）に現在の海津市役所東館の完成により、分庁舎は廃止された。

## 業務時間
- 月曜日から金曜日の8時30分から17時15分（土曜日・日曜日・祝日・年末年始を除く）

## 業務内容

### 東館
3階
- 総務課
- 秘書広報課
- 企画財政課

2階
- 社会福祉課
- 健康課
- 商工観光課
- 農林振興課

1階
- 市民課
- 税務課
- 保険医療課
- 高齢介護課
- 会計課

### 西館
3階
- 議場
- 議会事務局
- 監査委員事務局

2階
- 教育総務課
- 社会教育課
- スポーツ課
- 学校教育課
- 教育研究所
- こども課

1階
- 上下水道課
- 建設課
- 住宅都市計画課
- 環境課
- 市民活動推進課

## 支所
城山支所
- 所在地：海津市南濃町駒野奥条入会地99-1 （海津市文化会館内）（廃庁済み）
- 管轄地域：南濃町城山地区

平田支所
- 所在地：海津市平田町仏師川483 （平田総合福祉会館内）
- 管轄地域：平田町

石津支所
- 所在地：海津市南濃町吉田492 （海津市南濃農村環境改善センター内）
- 管轄地域：南濃町石津地区

下多度支所
- 所在地：海津市南濃町津屋2837-90 （海津市南濃コミュニティセンター内）
- 管轄地域：南濃町下多度地区

## 交通アクセス
- 名阪近鉄バス海津線「海津市役所」バス停より徒歩すぐ。
  - 大垣駅（大垣駅前バスのりば）より「海津市役所」行き。
- 海津市コミュニティバス海津羽島線、南幹線、お千代保稲荷線「海津市役所」バス停より徒歩すぐ。